# Kvívíksskoranøv
Kvívíksskoranøv är en udde i Färöarna (Kungariket Danmark).   Den ligger i sýslan Vága sýsla, i den västra delen av landet, 30 km väster om huvudstaden Tórshavn.
Terrängen inåt land är kuperad. Havet är nära Kvívíksskoranøv åt sydväst. Runt Kvívíksskoranøv är det glesbefolkat, med 16 invånare per kvadratkilometer. Närmaste större samhälle är Vestmanna, 15,9 km nordost om Kvívíksskoranøv. Trakten runt Kvívíksskoranøv består i huvudsak av gräsmarker.